# Eqlid (shahrestan)
Shahrestān-e Eqlīd (persiska: شهرستان اقليد, اقليد) är en shahrestan, delprovins, i Iran.   Den ligger i provinsen Fars, i den centrala delen av landet, 600 km söder om huvudstaden Teheran.
Delprovinsen hade 93 763 invånare 2016.